# Lijst van voetbalinterlands Congo-Kinshasa - Kenia
Deze lijst van voetbalinterlands is een overzicht van alle officiële voetbalwedstrijden tussen de nationale teams van Congo-Kinshasa (dat van 1971 tot 1997 Zaïre heette) en Kenia. De landen hebben tot op heden twaalf keer tegen elkaar gespeeld. De eerste ontmoeting was een vriendschappelijke wedstrijd in Nairobi op 9 juli 1985. Het laatste duel, een groepswedstrijd tijdens het African Championship of Nations 2024, werd gespeeld op 3 augustus 2025 in de Keniaanse hoofdstad.

## Wedstrijden
| №  | Plaats   | Datum            | Competitie                           | Wedstrijd              | Uitslag |
| -- | -------- | ---------------- | ------------------------------------ | ---------------------- | ------- |
| 1  | Nairobi  | 9 juli 1985      | Vriendschappelijk                    | Kenia − Zaïre          | 0 − 1   |
| 2  | Nairobi  | 10 juli 1989     | Vriendschappelijk                    | Kenia − Zaïre          | 0 − 1   |
| 3  | Nairobi  | 29 augustus 1992 | Afrika Cup 1994 kwalificatie         | Kenia − Zaïre          | 1 − 3   |
| 4  | Kinshasa | 11 juli 1993     | Afrika Cup 1994 kwalificatie         | Zaïre − Kenia          | 0 − 1   |
| 5  | Kinshasa | 24 januari 1999  | Afrika Cup 2000 kwalificatie         | Congo-Kinshasa − Kenia | 2 − 1   |
| 6  | Nairobi  | 6 juni 1999      | Afrika Cup 2000 kwalificatie         | Kenia − Congo-Kinshasa | 0 − 1   |
| 7  | Caïro    | 8 januari 2011   | Vriendschappelijk                    | Congo-Kinshasa − Kenia | 1 − 0   |
| 8  | Ismaïlia | 17 januari 2011  | Vriendschappelijk                    | Congo-Kinshasa − Kenia | 1 − 0   |
| 9  | Kinshasa | 4 oktober 2016   | Vriendschappelijk                    | Congo-Kinshasa − Kenia | 0 − 1   |
| 10 | Machakos | 26 maart 2017    | Vriendschappelijk                    | Kenia − Congo-Kinshasa | 2 − 1   |
| 11 | Madrid   | 15 juni 2019     | Vriendschappelijk                    | Kenia − Congo-Kinshasa | 1 − 1   |
| 12 | Nairobi  | 3 augustus 2025  | African Championship of Nations 2024 | Kenia − Congo-Kinshasa | 1 − 0   |

## Samenvatting
| Competitie                      | Totaal gespeeld | Winst Congo-Kinshasa | Gelijk | Winst Kenia | Doelsaldo Congo-Kinshasa – Kenia |
| ------------------------------- | --------------- | -------------------- | ------ | ----------- | -------------------------------- |
| Afrika Cup-kwalificatie         | 4               | 3                    | 0      | 1           | 6 − 3                            |
| African Championship of Nations | 1               | 0                    | 0      | 1           | 0 − 1                            |
| Vriendschappelijk               | 7               | 4                    | 1      | 2           | 6 − 4                            |
| Totaal                          | 12              | 7                    | 1      | 4           | 12 − 8                           |

Wedstrijden bepaald door strafschoppen worden, in lijn met de FIFA, als een gelijkspel gerekend.
FECOFA · Bondscoaches · Selecties · A-internationals · Vrouwenelftal van Congo-Kinshasa
1960 – 1969 ·
1970 – 1979 ·
1980 – 1989 ·
1990 – 1999 ·
2000 – 2009 ·
2010 – 2019 ·
2020 – 2029
AC 1965 ·
AC 1968 ·
AC 1970 ·
AC 1972 ·
AC 1974 ·
WK 1974 ·
AC 1976 ·
AC 1988 ·
AC 1992 ·
AC 1994 ·
AC 1996 ·
AC 1998 ·
AC 2000 ·
AC 2002 ·
AC 2004 ·
AC 2006 ·
AC 2013
1963 ·
1964 · 
1965 ·
1966 · 
1967 ·
1968 · 
1969 ·
1970 · 
1971 ·
1972 · 
1973 ·
1974 · 
1975 · 
1976 ·
1977 · 
1978 ·
1979 ·
1979 · 
1980 ·
1980 · 
1981 ·
1982 ·
1983 ·
1984 · 
1985 ·
1986 · 
1987 ·
1988 · 
1989 ·
1990 · 
1991 ·
1992 · 
1993 ·
1994 · 
1995 ·
1996 · 
1997 ·
1998 · 
1999 ·
2000 · 
2001 ·
2002 · 
2003 ·
2004 · 
2005 · 
2006 ·
2007 · 
2008 ·
2009 · 
2010 · 
2011 ·
2012 · 
2013 · 
2014 ·
2015 ·
2016 ·
2017 ·
2018 ·
2019 ·
2020 ·
2021 ·
2022 ·
2023
Algerije ·
Angola ·
Bahrein ·
Benin ·
Botswana ·
Brazilië ·
Burkina Faso ·
Burundi ·
Centraal-Afrikaanse Republiek ·
China ·
Congo-Brazzaville ·
Djibouti ·
Egypte ·
Equatoriaal-Guinea ·
Ethiopië ·
Gabon ·
Gambia ·
Ghana ·
Guinee ·
Irak ·
Ivoorkust ·
Joegoslavië ·
Kaapverdië ·
Kameroen ·
Kenia ·
Lesotho ·
Liberia ·
Libië ·
Madagaskar ·
Malawi ·
Mali ·
Marokko ·
Mauritanië ·
Mauritius ·
Mexico ·
Mozambique ·
Namibië ·
Nieuw-Zeeland ·
Niger ·
Nigeria ·
Oeganda ·
Oman ·
Qatar ·
Roemenië ·
Rwanda ·
Saoedi-Arabië ·
Schotland ·
Senegal ·
Seychellen ·
Sierra Leone ·
Soedan ·
Swaziland ·
Tanzania ·
Togo ·
Tsjaad ·
Tunesië ·
Zambia ·
Zimbabwe ·
Zuid-Afrika ·
Zuid-Soedan
KFF · Selecties · Keniaans vrouwenelftal
1926 – 1939 · 
1940 – 1949 · 
1950 – 1959 · 
1960 – 1969 · 
1970 – 1979 · 
1980 – 1989 · 
1990 – 1999 · 
2000 – 2009 · 
2010 – 2019 ·
2020 − 2029
Algerije ·
Angola ·
Australië ·
Bahrein ·
Botswana ·
Burkina Faso ·
Burundi ·
Centraal-Afrikaanse Republiek ·
China ·
Comoren ·
Congo-Brazzaville ·
Congo-Kinshasa ·
Djibouti ·
Egypte ·
Equatoriaal-Guinea ·
Eritrea ·
Ethiopië ·
Gabon ·
Gambia ·
Ghana ·
Guinee ·
Guinee-Bissau ·
India ·
Indonesië ·
Irak ·
Iran ·
Ivoorkust ·
Jemen ·
Jordanië ·
Kaapverdië ·
Kameroen ·
Koeweit ·
Lesotho ·
Liberia ·
Libië ·
Madagaskar ·
Malawi ·
Maleisië ·
Mali ·
Marokko ·
Mauritanië ·
Mauritius ·
Mozambique ·
Namibië ·
Nieuw-Zeeland ·
Nigeria ·
Oeganda ·
Oman ·
Pakistan ·
Qatar ·
Rusland ·
Rwanda ·
Senegal ·
Seychellen ·
Sierra Leone ·
Soedan ·
Somalië ·
Swaziland ·
Taiwan ·
Tanzania ·
Thailand ·
Togo ·
Trinidad en Tobago ·
Tsjaad ·
Tunesië ·
Verenigde Arabische Emiraten ·
Zambia ·
Zimbabwe ·
Zuid-Afrika ·
Zuid-Korea ·
Zuid-Soedan ·
Zwitserland